# Història del nombre π
El nombre π (pi) ha estat estudiat des dels inicis de la matemàtica. Actualment, el seu ús no es restringeix a la definició com a quocient entre la longitud i el diàmetre d'una circumferència, sinó que apareix de manera natural en molts altres contexts. Per posar-ne alguns exemples:
- En calcular superfícies i volums de figures geomètriques.
- En calcular distàncies a la Terra.
- En sumar sèries numèriques. Per exemple, {\displaystyle \sum _{i\geq 1}{\frac {1}{i^{2}}}={\frac {{\pi }^{2}}{6}}}
- En mecànica, per a calcular òrbites planetàries.
- Si prenem dos nombres a l'atzar, la probabilitat que siguin primers entre si, és a dir, que no tinguin factors comuns, és: {\displaystyle P={\frac {6}{{\pi }^{2}}}}.
- En estadística. L'àrea sota una campana de Gauss, la distribució que modela la gran majoria dels fenòmens observables físics, és {\displaystyle {\sqrt {\pi }}}.
- En geologia: tot i que la proporció varia, el quocient entre la longitud real d'un riu (incloent-hi meandres) i la longitud en línia recta és aproximadament {\displaystyle \pi }.

Vegem-ne a continuació una breu cronologia històrica.

## Antic Egipte (~1650 aC)

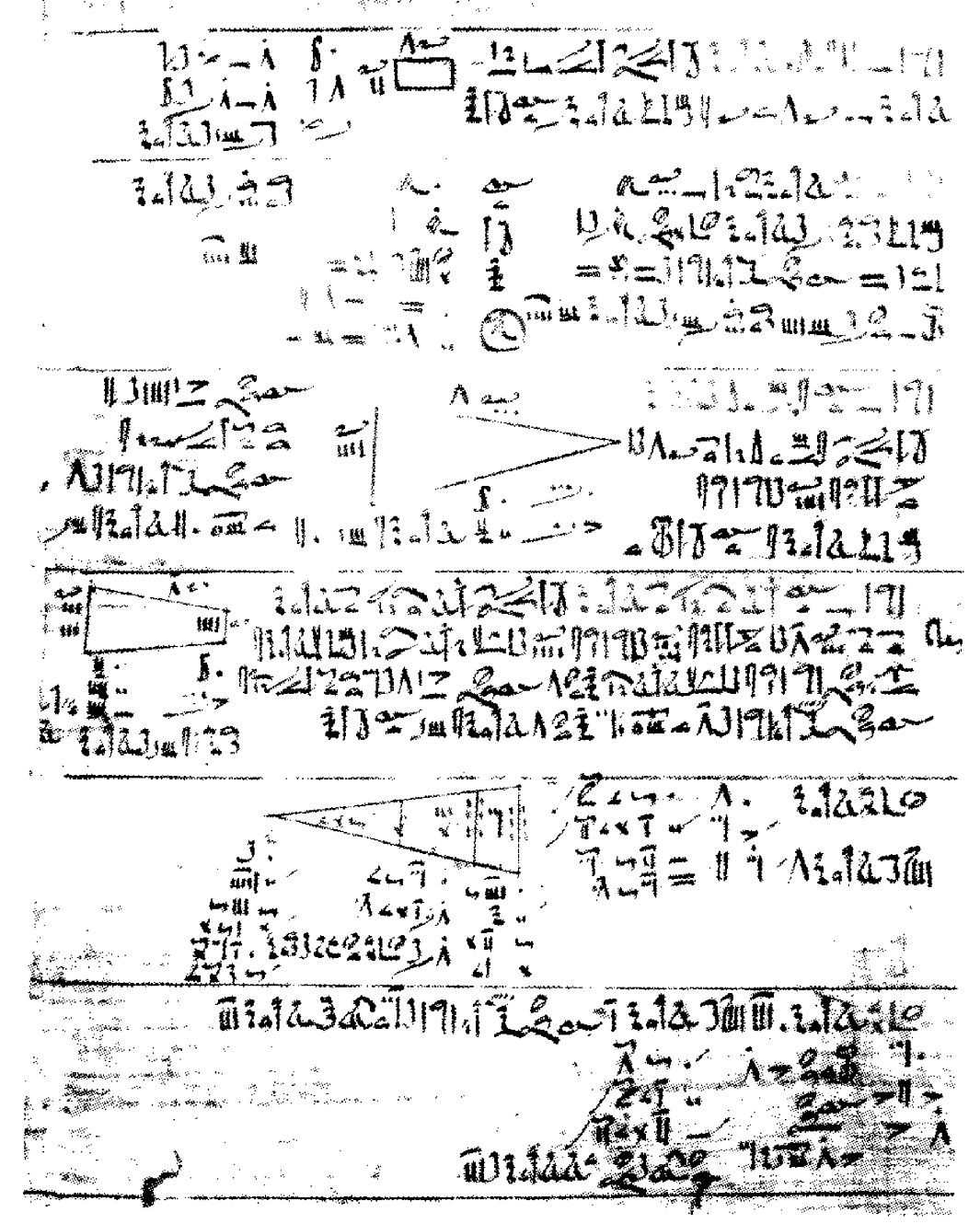
Fragment del papir Rhind

Pel que s'ha pogut reconstruir històricament de l'antic Egipte, se sap que els coneixements de matemàtiques estaven en mans de sacerdots. Com que resultaven insuficients per tal de resoldre tots els problemes, formaven al seu torn escribes que tan sols coneixien algorismes per tal de resoldre els problemes més comuns.
En el papir Rhind, trobem un d'aquests algorismes per calcular l'àrea d'un cercle. En notació actual, proposa "agafar el diàmetre, treure-li la seva novena part, i elevar el resultat al quadrat".

Pensem l'algorisme en notació actual. Suposem que tenim una circumferència de diàmetre {\displaystyle d}. Podem inscriure-la en un quadrat de costat {\displaystyle d}, que, al seu torn, dividim en quadrats petits, de costat {\displaystyle d/3}. Ara fixem-nos en quants subquadrats estan ocupats per la circumferència. Tenim: el quadrat del centre, els quatre quadrats que l'envolten, que estan pràcticament plens, i pel que fa als quatre quadrats dels extrems, estan més o menys mig plens, de manera que podem comptar que cada dos són un de sencer. En total, 7 subquadrats.
Així, tenim:
{\displaystyle A=7{\left({\frac {d}{3}}\right)}^{2}={\frac {7}{9}}d^{2}={\frac {63}{81}}d^{2}\approx {\frac {64}{81}}d^{2}={\left({\frac {8}{9}}d\right)}^{2}={\left(d-{\frac {d}{9}}\right)}^{2}},
que és l'algorisme que utilitzaven.
I quant valdria {\displaystyle \pi } si això fos l'àrea del cercle? Utilitzant la fórmula que s'utilitza avui en dia, podem resoldre l'equació:
{\displaystyle {\left({\frac {8}{9}}d\right)}^{2}=\pi {\left({\frac {d}{2}}\right)}^{2}},
d'on resultaria {\displaystyle \pi \approx 3,16}.

## Llibre primer dels reis (7,23) ~900aC
En la Bíblia ja trobem una aproximació a {\displaystyle \pi }. En el Llibre primer dels reis trobem una descripció dels objectes que Salomó va manar construir per al seu temple. Hi diu: «Després va fer el «mar» de fosa, de deu colzades de l'una vora a l'altra, perfectament rodó, de cinc colzades d'alçada, i un cordó de trenta colzades donava la mida del seu perímetre.» (1r dels reis 7,23)
És a dir, l'aproximació que troba per a {\displaystyle \pi } és: 
{\displaystyle \pi ={\frac {30}{10}}=3}

## Arquimedes ~240aC

Mètode d'Arquimedes per a aproximar π

Arquimedes va trobar el que va passar a ser anomenat mètode clàssic per a esbrinar {\displaystyle \pi }. Trobar la longitud {\displaystyle L} d'una circumferència directament a partir del seu diàmetre potser no es pot resoldre, però Arquimedes va proposar inscriure i circumscriure un polígon a la circumferència, dels quals sí que podem calcular fàcilment el perímetre ({\displaystyle P_{i},P_{c}}), per tal de trobar una aproximació, perquè {\displaystyle P_{i}\leq L\leq P_{c}}.
Comencem, per exemple, amb un hexàgon. Podem calcular els perímetres de l'hexàgon inscrit i circumscrit a la circumferència, de la qual coneixem el diàmetre. Un cop calculats, dividint pel diàmetre de la circumferència, tenim una primera aproximació a {\displaystyle \pi }: {\displaystyle 3\leq \pi \leq 3,45}. No és una aproximació gaire precisa, però ara es poden duplicar els costats del polígon inscrit i circumscrit, i calcular-ne fàcilment el perímetre. D'aquesta manera, repetint el procés es poden trobar aproximacions cada cop més precises per a {\displaystyle \pi }.
Arquimedes va arribar a calcular-ho amb polígons de 96 costats, i va trobar una aproximació per a {\displaystyle \pi } de:
{\displaystyle {\frac {223}{71}}\leq \pi \leq {\frac {22}{7}}}, d'on {\displaystyle \pi \approx 3,14}.
De fet, trobar el perímetre del polígon circumscrit, {\displaystyle C_{2n}}, i el de l'inscrit, {\displaystyle i_{2n}}, en funció dels perímetres ja calculats de {\displaystyle n} costats, es pot fer mitjançant:

{\displaystyle C_{2n}={\frac {2i_{n}.C_{n}}{i_{n}+C_{n}}}}
{\displaystyle i_{2n}={\sqrt {i_{n}.C_{2n}}}}

## Ptolemeu ~100 dC

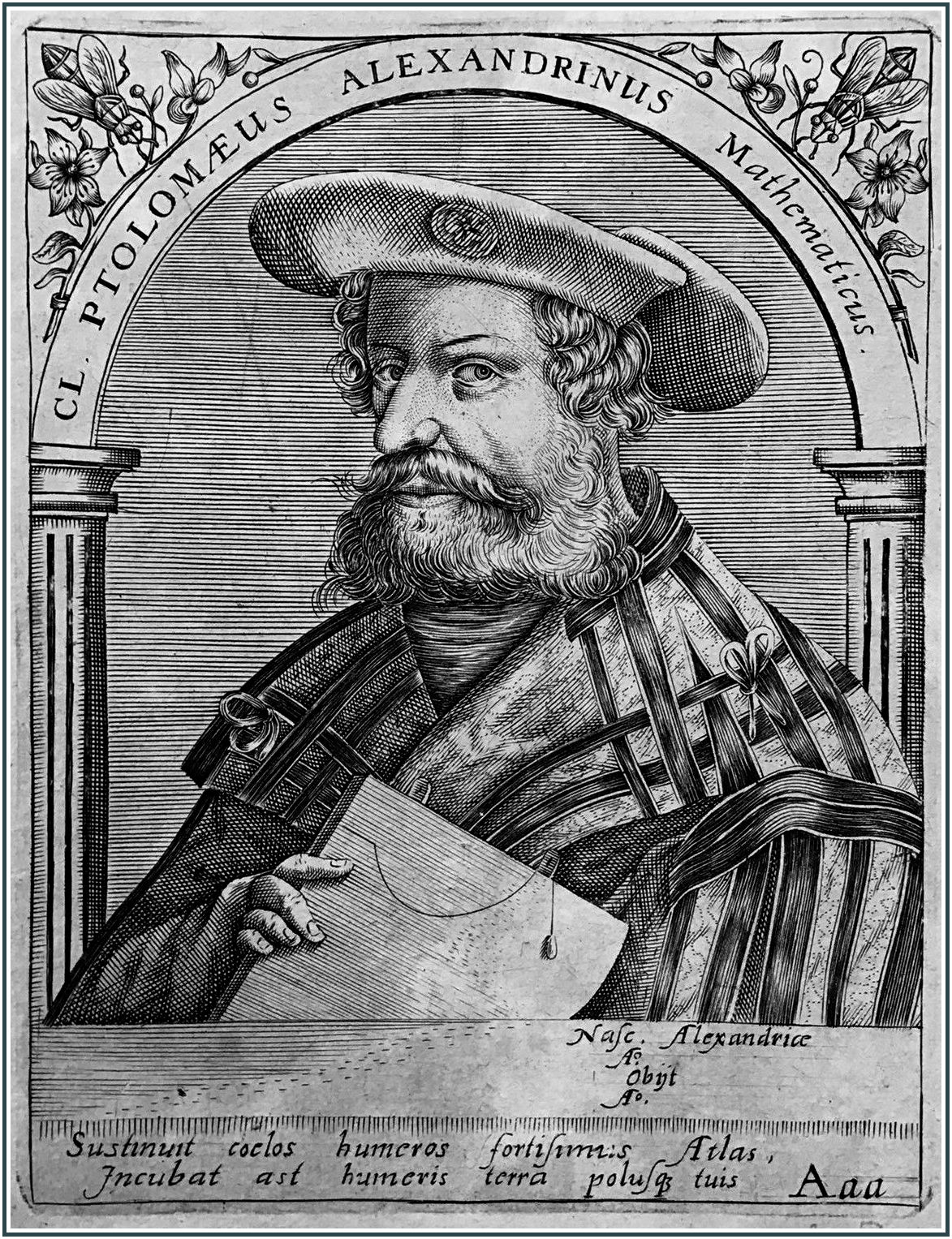
Claudi Ptolemeu, segons un gravat alemany del segle XVI

Ptolemeu es va interessar molt per l'astronomia, i de fet va publicar l'Almagest, "el gran llibre d'astronomia", que juntament amb els Elements d'Euclides, van ser els llibres més importants per a la matemàtica durant segles.
A Ptolemeu, li interessava calcular les cordes que corresponien a tots els graus per poder calcular les distàncies entre les estrelles. Per tal de fer-ho, utilitzant relacions trigonomètriques entre un angle i el seu doble (o meitat), va anar calculant cordes d'angles cada cop més petits, fins que arribà a la de mig grau.
Però amb aquest mètode també es troba una aproximació a {\displaystyle \pi }, ja que tenir la corda corresponent a un angle de mig grau és com crear un polígon de 720 costats. Amb el valor que va trobar Ptolemeu, trobem l'aproximació a {\displaystyle \pi } que es faria servir durant segles:
{\displaystyle \pi \approx 3,1416}.

## Buffon ~1780

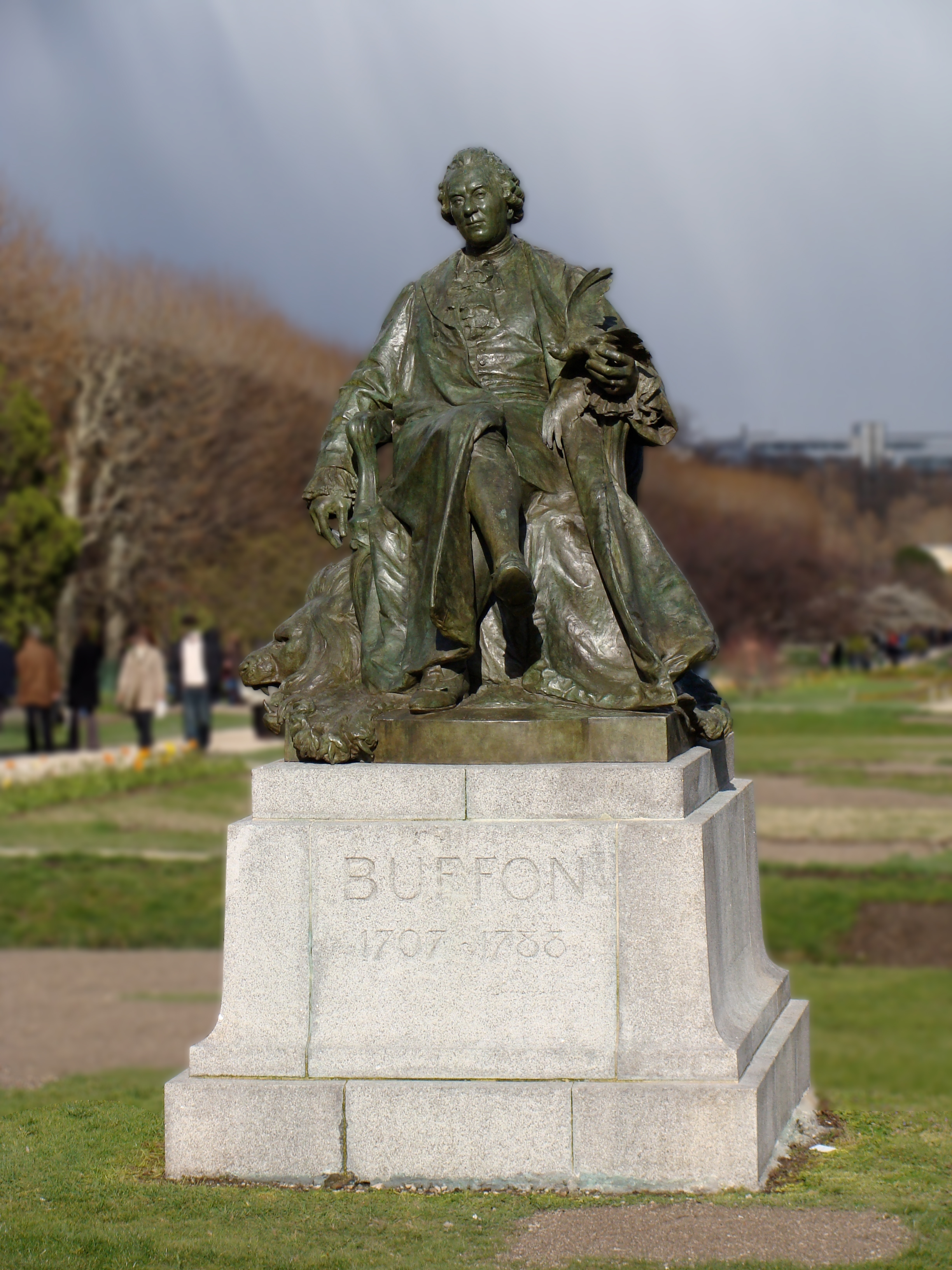
Estàtua de Buffon al Jardí de les Plantes, a París

Buffon va idear un mètode probabilístic per tal de calcular {\displaystyle \pi }. Va proposar l'anomenat problema de l'agulla, que podria ser formulat així: "Tenim rectes horitzontals separades entre si per una distància {\displaystyle t}. Anem tirant agulles de llargada {\displaystyle l}. Quina és la probabilitat que les agulles creuin o coincideixin amb una recta?".

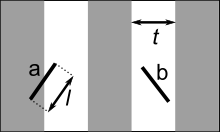
L'agulla a creua una línia, mentre que l'agulla b no.

Buffon va demostrar que la probabilitat n'era:
{\displaystyle P={\frac {2l}{\pi t}}}
D'aquesta manera, repetint l'experiment molts cops es pot trobar una aproximació probabilística al valor de {\displaystyle \pi }.
En l'agulla de Buffon (anglès), es recrea digitalment aquest experiment, deduint quin seria el valor de {\displaystyle \pi } calculat cada cop que es tira l'agulla.
Un altre exemple basat en el mateix principi, potser més senzill d'entendre, és el següent:

La relació entre les àrees del cercle i del quadrat és /4

Se suposa que es té el cercle de la figura, de radi {\displaystyle r=1}, inscrit en un quadrat, i per tant, de costat 2.
Es té:
- l'àrea del cercle és: {\displaystyle A_{c}=\pi }
- l'àrea del quadrat és: {\displaystyle A_{q}=4}

D'aquesta manera, si es té un procediment per a triar aleatòriament molts punts dins del quadrat, es pot fer una suposició del valor de {\displaystyle \pi }. Com que la probabilitat de pertànyer al cercle és {\displaystyle P=\pi /4}, aquesta és la proporció esperada de punts que cauran dins del cercle.
Anàlogament, en inscriure un quadrat a dins d'un cercle, la raó de les àrees és: {\displaystyle A_{q}/A_{c}=2/\pi }, la constant de Buffon.

## Rāmānujan ~1910
Srinivāsa Rāmānujan va ser un matemàtic indi del segle passat, força enigmàtic, i considerat un dels més grans talents de la història de la matemàtica recent. Va trobar fórmules sorprenents, d'entre les quals, una d'aquestes permetia trobar una aproximació a {\displaystyle \pi }:
{\displaystyle {\frac {1}{\pi }}={\frac {2{\sqrt {2}}}{9801}}\sum _{k\geq 0}{\frac {(4k)!(1103+26390k)}{(k!)^{4}\cdot 396^{4k}}}}
El fet és que Rāmānujan va trobar aquesta fórmula investigant una branca de la matemàtica amb gens de relació aparent amb la geometria, la de les funcions modulars.
La fórmula de Rāmānujan és una sèrie numèrica que permet calcular {\displaystyle \pi } amb molta precisió, i molt ràpidament, perquè que cada terme de la sèrie dona 4 decimals de {\displaystyle \pi }. Es diu que té una convergència molt ràpida.
Actualment, amb algorismes basats en fórmules d'aquest estil, s'ha fet un salt impressionant en només 50 anys, i s'han calculat, amb l'ajut de computadores, centenars de milers de milions de dígits de {\displaystyle \pi }.

## Altres personatges

### François Viète(1579)
Treballa amb el mètode clàssic, polígons de 393.216 cares. També troba la relació: 
{\displaystyle {\frac {2}{\pi }}={\frac {\sqrt {2}}{2}}.{\frac {\sqrt {2+{\sqrt {2}}}}{2}}.{\frac {\sqrt {2+{\sqrt {2+{\sqrt {2}}}}}}{2}}\ldots }

### Ludolph van Ceulen(1610)
Utilitza el mètode clàssic, amb polígons de {\displaystyle 2^{62}} cares. Troba {\displaystyle \pi } amb una precisió de 35 decimals.

### John Wallis(1650)
Troba la relació: {\displaystyle {\frac {\pi }{2}}={\frac {2^{2}\cdot 4^{2}\cdot 6^{2}\cdot 8^{2}\cdot 10^{2}}{3^{2}\cdot 5^{2}\cdot 7^{2}\cdot 9^{2}\cdot 11^{2}}}\cdots }
que actualment es coneix com el producte de Wallis.

### James Gregory(1671)
Troba la fórmula:
{\displaystyle \arctan(x)=x-{\frac {x^{3}}{3}}+{\frac {x^{5}}{5}}-{\frac {x^{7}}{7}}+\ldots }, per {\displaystyle -1\leq x\leq 1}.
Fixem-nos que per {\displaystyle x=1}, trobem:
{\displaystyle {\frac {\pi }{4}}=1-{\frac {1}{3}}+{\frac {1}{5}}-{\frac {1}{7}}+\ldots },
que serveix per aproximar {\displaystyle \pi } (tot i que té una convergència molt lenta).
Amb aquesta fórmula, s'aconsegueixen molts decimals de {\displaystyle \pi }, fent servir el valor {\displaystyle x=1/{\sqrt {3}}} (corresponent a un angle de 30º), i en combinació amb fórmules que involucren arctangents. Al 1948, es troben 800 decimals de {\displaystyle \pi } amb aquest mètode.

### Takebe Kenko(1722)
En la seva obra Tetsujutsu Sankei fa servir el mètode d'extrapolació de Richardson, dos-cents anys abans que el mateix Lewis Fry Richardson, per trobar una aproximació de π correcta fins al 41è decimal.
Anys més tard, el 1766, el també japonès Arima Yoriyuki donà l'aproximació racional 428224593349304/136308121570117, correcta fins al 29è dígit, juntament amb una aproximació per π².

## Curiositats

### Poemes
Al Scientific American i al Literary Digest van aparèixer, a principis de segle passat, poemes relacionats amb {\displaystyle \pi } (també anomenats piemes). Com a exemple, en podem trobar un d'Adam Orr dedicat a Arquimedes, de 1906:
| « | Now I, even I, would celebrate in rhymes unapt, the great Immortal Syracusan, rivaled nevermore, who in his wondrous lore, passed on before, left men his guidance, how to circles mensurate. | » |

Si comptem el nombre de lletres de cada paraula veurem que coincideixen amb els decimals de
{\displaystyle \pi =3.141592653589793238462643383279\ldots }.
Existeix també un poema en català, proposat per Vicent Tarrazona i Rubio:
| « | Ell i ella, l'única esperança de tindre fills que tenen, romandrà soterrada aquesta primavera. | » |

### Simfonies
Darrerament, s'han fet simfonies basades en diferents constants matemàtiques, assignant a cada nombre decimal una determinada nota. En Pisymphony (anglès), es troben simfonies basades en el nombre {\displaystyle \pi } i e.